# Бишофсгрюн
Бишофсгрюн (нем. Bischofsgrün) — община  в Германии, в Республике Бавария.
Подчиняется административному округу Верхняя Франкония. Входит в состав района Байройт. Население составляет 1971 человек (на 31 декабря 2010 года). Занимает площадь 8,39 км². Местные регистрационные номера транспортных средств (коды автомобильных номеров) (нем. Kraftfahrzeugkennzeichen) — BT.

## Население
По оценке на 31 декабря 2015 года население общины Бишофсгрюн составляет 1885 чел. 

| Дата      | 1840 | 1871 | 1900 | 1925 | 1939 | 1950 | 1961 | 1970 | 1987 | 2011 |
| --------- | ---- | ---- | ---- | ---- | ---- | ---- | ---- | ---- | ---- | ---- |
| Население | 1417 | 1510 | 1779 | 1914 | 2090 | 2543 | 2350 | 2168 | 1985 | 1946 |

| Год       | 1960 | 1970 | 1980 | 1990 | 2000 | 2009 | 2010 | 2011 | 2012 | 2013 | 2014 | 2015 |
| --------- | ---- | ---- | ---- | ---- | ---- | ---- | ---- | ---- | ---- | ---- | ---- | ---- |
| Население | 2347 | 2203 | 2207 | 2248 | 2094 | 1963 | 1971 | 1934 | 1921 | 1902 | 1923 | 1885 |